# 威拉河

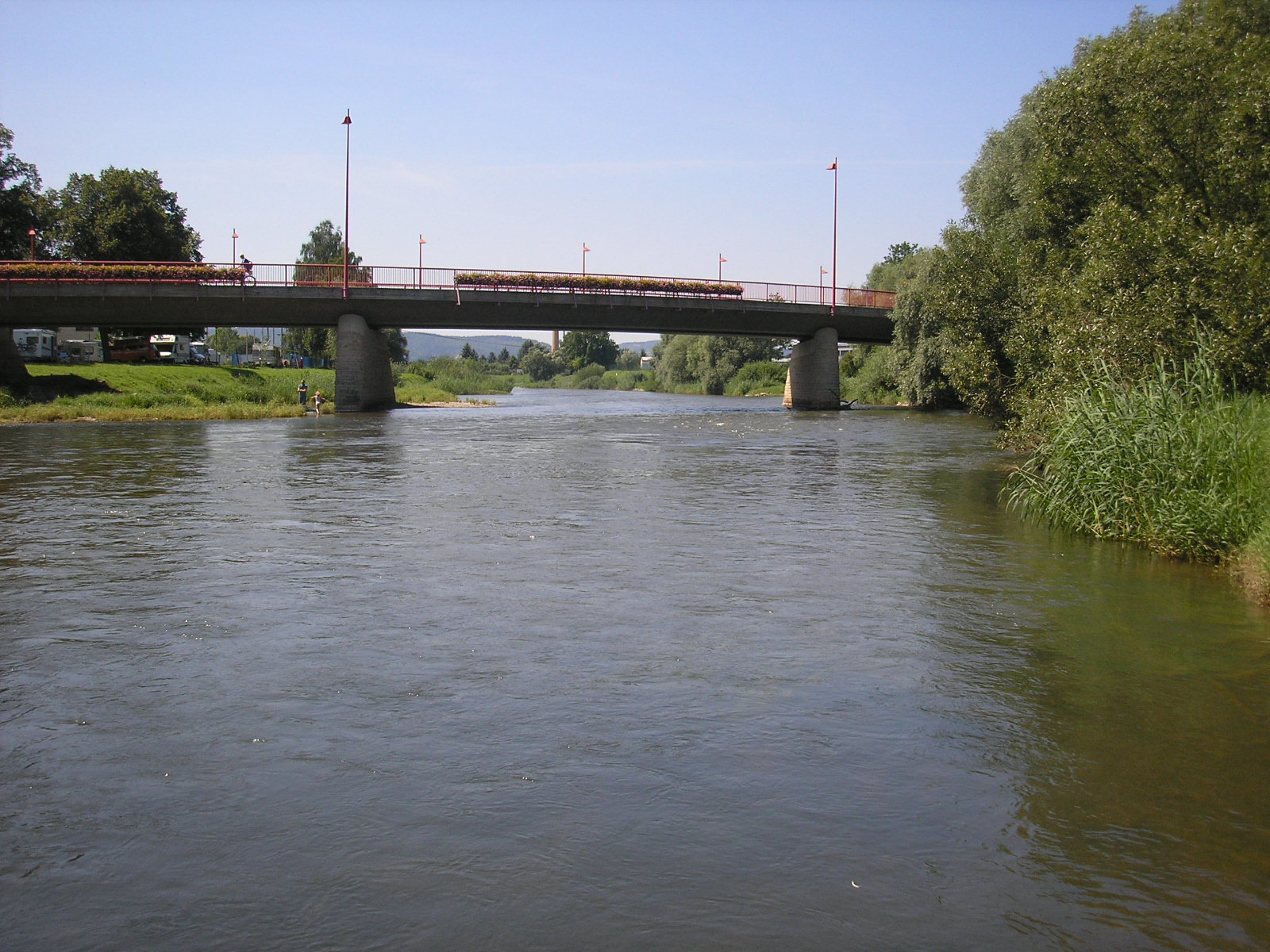

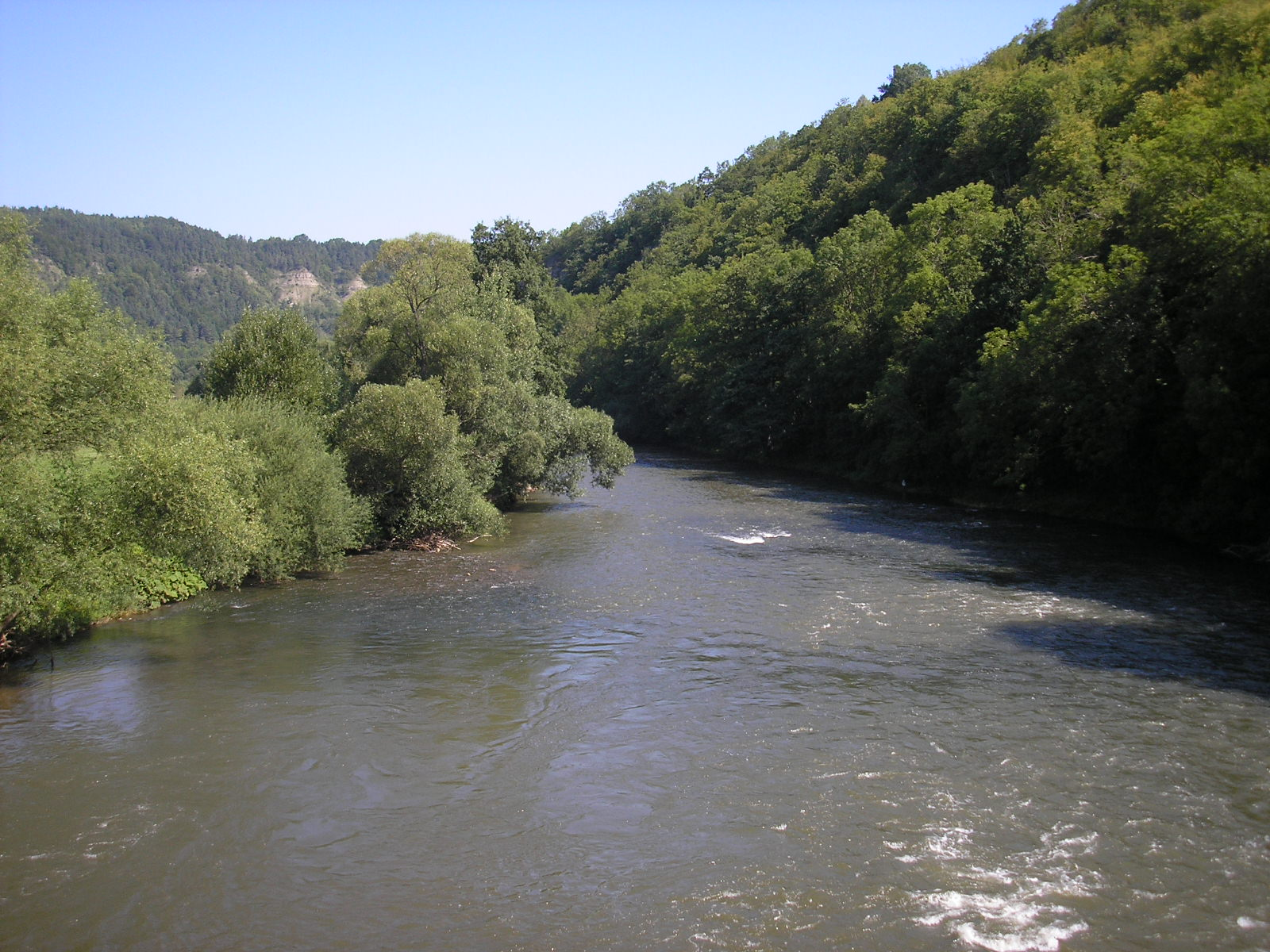

威拉河（德語：Werra，發音：[ˈvɛʁa] ⓘ）是德國的河流，位於該國中部，屬於威悉河的右支流，河道全長299.6公里，流域面積5,496平方公里，發源自艾斯費爾德附近，河畔城鎮有希尔德布格豪森、邁寧根、巴特萨尔聪根、蒂芬奥特、梅尔克斯-基瑟尔巴赫、黑林根、菲利普斯塔爾、盖斯通根、万弗里德、埃施韋格和維岑豪森。

## 外部連結
- Krayenburg （页面存档备份，存于） （德文）